# Kanton Chambéry-2
Der Kanton Chambéry-2 ist ein französischer Wahlkreis für die Wahl des Départementrats  im Département Savoie in der Region Auvergne-Rhône-Alpes. Durch die landesweite Neuordnung der französischen Kantone wurde er 2015 neu geschaffen und umfasst das südliche Stadtgebiet der Präfektur Chambéry und zur Gemeinde Jacob-Bellecombette gehört. Das Bureau centralisateur befindet sich in Chambéry.

## Gemeinden
Der Kanton besteht aus zwei Gemeinden und Gemeindeteilen mit insgesamt 23.389 Einwohnern (Stand: 2022) auf einer Gesamtfläche von 5,99 km²:
| Gemeinde            | Einwohner 1. Januar 2022 | Fläche km² | Dichte Einw./km² | Code INSEE | Postleitzahl |
| ------------------- | ------------------------ | ---------- | ---------------- | ---------- | ------------ |
| Chambéry            | 19.049                   | 3,52       | 5.412            | 73065      | 73000        |
| Jacob-Bellecombette | 4.340                    | 2,47       | 1.757            | 73137      | 73000        |
| Kanton Chambéry-2   | 23.389                   | 5,99       | 3.905            | 7308       | –            |

1. ↑   Nur der südöstliche Teil der Gemeinde, der Rest verteilt sich auf die Kantone Chambéry-1 und Chambéry-3.

## Politik
| Vertreter im Départementsrat | Vertreter im Départementsrat     | Vertreter im Départementsrat |
| Amtszeit                     | Namen                            | Partei                       |
| ---------------------------- | -------------------------------- | ---------------------------- |
| 2015–2021                    | Brigitte Bochaton Michel Bouvard | UDI LR                       |
| 2021–                        | Brigitte Bochaton Aloïs Chassot  | UDI DVD                      |